# Dekle bere pismo pri odprtem oknu
Dekle bere pismo pri odprtem oknu (nizozemsko Brieflezend meisje bij het venster), znano tudi kot Gospa, ki bere pri odprtem oknu, je oljna slika nizozemskega slikarja zlate dobe Jana Vermeerja. Slika, ki je bila dokončana približno v letih 1657–1659, je na ogled v Galeriji slik starih mojstrov v Dresdnu, ki jo hrani od leta 1742. Dolga leta je bila pripisana najprej Rembrandtu in nato Pieter de Hoochu, preden je bila leta 1880 pravilno identificirana. Po drugi svetovni vojni je bila slika za kratek čas v lasti Sovjetske zveze. Leta 2017 so testi pokazali, da je bila slika po slikarjevi smrti spremenjena.
Sliko so med letoma 2018 in 2021 s skalpelom in mikroskopom skrbno restavrirali v prvotno kompozicijo. Zdaj prikazuje Kupida na »sliki v sliki« na steni, kot jo je naslikal Vermeer, od restavriranja pa visi v muzeju v Dresdnu.

## Kompozicija
Slika, kakršna je bila videna skoraj 300 let, prikazuje mlado nizozemsko plavolaso dekle, ki stoji pri odprtem oknu v profilu in bere pismo. Na vrhu okenskega stekla, ki je odprto navznoter, visi rdeča draperija, ki v spodnjem desnem kvadrantu odseva njo. Oker draperija z resicami v ospredju desno, delno zaprta, zakriva četrtino prostora, v katerem stoji. Barva draperije odseva zeleno barvo ženske obleke in odtenke sadja, zloženega v skledi na rdeče pogrnjeni mizi. Na mizi poleg sklede je breskev prerezana na pol in razkrije koščico.
Rentgenska preiskava slike v 21. stoletju je razkrila podobo na steni za dekletom. Nadaljnje delo konservatorja Christopha Schölzela leta 2017 je razkrilo, da se je lak na tem delu slike razlikoval od ostalega dela slike in je bil očitno nanesen po Vermeerjevi smrti. Leta 2019 se je Staatliche Kunstsammlungen Dresden (Državna umetniška zbirka v Dresdnu) odločila obnoviti sliko v izvirno Vermeerjevo kompozicijo. Slika Kupida na steni za dekletom je podobna sliki iz Vermeerjeve zbirke umetnin, sliki Cesarja van Everdingena.
Obnova daje priložnost za ponovni premislek o sliki. Slika Kupida na steni lahko nakazuje, da dekle bere ljubezensko pismo. Stephan Koja, direktor Gemäldegalerie Alte Meister (Galerija slik starih mojstrov), je v izjavi dejal, da je »poleg površno ljubezenskega konteksta to temeljna izjava o bistvu prave ljubezni«.

## Simbolika in tehnika
V Vermeerju, 1632–1675 (2000) je Norbert Schneider zapisal, da odprto okno predstavlja »žensko hrepenenje po razširitvi domačega okolja« onkraj omejitev njenega doma in družbe, medtem ko je sadje »simbol zunajzakonskih odnosov«. Schneider sklepa, da je pismo ljubezensko pismo, ki načrtuje ali nadaljuje njeno nezakonito razmerje. Zaključek podpira z opazovanjem, kot so razkrili rentgenski posnetki platna, da delo, ki ga je ustvaril Vermeer, prikazuje sliko putta, ki verjetno predstavlja Kupida in visi na steni v zgornjem desnem delu dela. Druga oseba je podobo prebarvala v poznem 18. stoletju, tako da je bila stena videti prazna. Preslikavo je obrnil projekt restavriranja, ki ga je izvajal muzej Staatliche Kunstsammlungen Dresden v letih 2018–2021.
Draperije, ki visijo v desnem ospredju, za Vermeerja niso neobičajni element, saj se pojavljajo na sedmih njegovih slikah. Možno je, da se zavesa na desni nanaša na običajno uporabo zaves za zaščito slik. Še pogosteje se repoussoir pojavi v sliki Dekle, ki bere pismo pri odprtem oknu, enem od treh, ki prikazujejo s preprogo pokrito mizo ali balustrado med figuro in gledalcem. To je bila zadnja slika, na kateri je Vermeer predstavil ta element.
Ta slika ter častnik in smejoče dekle predstavljajo najzgodnejše znane primere pointilléja (ne zamenjujte ga s pointilizmom), po katerem je Vermeer postal znan. John Michael Montias v Vermeer and His Milieu (1991) opozarja na »drobne bele kroglice«, ki jih je mogoče videti v svetlejših delih obeh slik, vključno z elementi tihožitja obeh in svetlimi lasmi posebej na tem delu. Ta uporaba svetlobe lahko podpira špekulacije med umetnostnimi zgodovinarji, da je Vermeer uporabil mehansko optično napravo, kot je dvojna konkavna leča, nameščena v camera obscura, da bi mu pomagal doseči realistične svetlobne vzorce na svojih slikah.

## Obnova v 21. stoletju
Večja obnova, dokončana leta 2021, prikazuje sliko Kupida na steni za dekletom, ki bere, in svetlejše barve na sliki. Mnogi so spremenili svoj pogled ali interpretacijo te slike, zdaj ko je bila »slika v sliki« razkrita kot del izvirnega dela, ki ga je nekdo prikril dolgo po Vermeerjevi smrti. »Strokovnjaki verjamejo, da naj bi na novo razkrita slika pokazala, da ženska bere ljubezensko pismo« in zdaj je delo ponovno na ogled javnosti, da lahko ponudi svoje poglede.

## Zgodovina
Vermeer je sliko dokončal približno v letih 1657–1659.{sfn|Huerta|2003|p=83}} Leta 1742 je Avgust III. Poljski, volilni knez Saške, kupil sliko v zmotnem prepričanju, da jo je naslikal Rembrandt. Leta 1826 so ga ponovno napačno pripisali Pietru de Hoochu. Tako so jo označili, ko je nanjo naletel francoski umetnostni kritik Théophile Thoré-Bürger, ki jo je priznal kot eno redkih del nizozemskega slikarja in ji leta 1860 obnovil ustrezen pripis.
Dekle bere pismo pri odprtem oknu, je bilo med slikami, rešenimi pred uničenjem med bombardiranjem Dresdna v drugi svetovni vojni. Slika je bila skupaj z drugimi umetninami shranjena v tunelu na Saškem; ko je nanje naletela Rdeča armada, so jih zavzeli. Sovjeti so to prikazali kot dejanje reševanja; nekateri drugi kot ropanje. Kakor koli že, po smrti Josifa Stalina so se Sovjeti leta 1955 odločili vrniti umetnine v Nemčijo, »z namenom krepitve in pospeševanja napredka prijateljstva med sovjetskim in nemškim narodom«. Oškodovani zaradi misli o izgubi na stotine slik, so umetnostni zgodovinarji in muzejski kustosi v Sovjetski zvezi predlagali, da bi jim Nemci »v zahvalo za rešitev in vrnitev svetovno znanih zakladov Dresdenske galerije« podarili Dekle bere pismo na odprtem oknu in Giorgionejevo Speča Venera. Nemci niso sprejeli ideje in sliko so vrnili. Dobro ohranjena je na ogled v Gemäldegalerie v Dresdnu.

## Materiali za slikanje
Sliko je leta 1968 preiskal Hermann Kühn skupaj z nekaterimi drugimi Vermeerjevimi deli. Pigmentna analiza je pokazala, da Vermeerjeva izbira slikarskih materialov ni razkrila nobenih posebnosti, saj je uporabil običajne baročne pigmente. Zelena draperija v ospredju je naslikana pretežno v mešanici modrega azurita in svinčeno-kositrno rumene, v spodnjem delu pa zelena zemlja. Za rdečo draperijo na oknu in rdeče dele miznega pregrinjala je Vermeer uporabil mešanico cinoberja, bele barve in svinčene bele.

## Zapuščina
Ta slika je bila navdih drugim umetnikom, kot je Tom Hunter, čigar umetniška fotografska interpretacija mračnega tona čustev in sklede sadja prikazuje mlado mamo in njenega otroka, ki bereta obvestilo o deložaciji. Z obsežno restavracijo originalne Vermeerjeve slike se je postavilo vprašanje: »Ali bo Tom Hunter zdaj ponovno pregledal svoje delo, ki je prejelo nagrado Kobal za fotografski portret, da bi razkril skrito podobo na steni?«